# Jennifer San Marco
Jennifer San Marco (6 de diciembre de 1961 - 30 de enero de 2006) fue una asesina en masa y exempleada del servicio postal de los Estados Unidos, que disparó y mató a siete personas en Goleta, California, el 30 de enero de 2006, antes de suicidarse.

## Primeros años de trabajo
San Marco ya había trabajado como despachadora para el Departamento de Policía de Santa Bárbara a mediados de la década de 1990, un trabajo para el cual se sometió a una revisión de antecedentes y evaluación psicológica. Dejó el trabajo después de varios meses, lo que no era raro porque la ocupación era de alto estrés. San Marco con el tiempo se fue a trabajar para el servicio postal como empleada, pero lo dejó por una discapacidad psicológica tras un incidente en 2003 en el que tuvo que ser removida de su puesto de trabajo por la policía. San Marco, posteriormente, se trasladó a un pequeño pueblo de Nuevo México en algún momento de 2004. Según sus colegas, tenía un historial de hacer declaraciones cargadas de racismo, y una vez había intentado iniciar una publicación titulada The Racist Press.

## Tiroteo
El lunes 30 de enero de 2006, San Marco disparó y mató a su antigua vecina, Beverly Graham, de 54 años, y luego se dirigió a la planta de procesamiento de correo en la que trabajó con anterioridad en Goleta, California. San Marco entró en la planta de procesamiento a través de una puerta de atrás. Obtuvo la entrada al edificio mediante la tarjeta de identificación de un empleado al cual amenazó a punta de pistola. A continuación, disparó y mató a seis empleados de la planta con una pistola, antes de acabar con su propia vida.
San Marco y cinco de las víctimas murieron en la escena, mientras que la víctima restante murió poco tiempo después en el hospital. Es uno de los escasos casos de mujeres asesinas en masa registrados.

## Víctimas
- Beverly Graham, de 54 años (vecina de San Marco)
- Ze Fairchild, de 37 años
- Maleka Higgins, de 28 años
- Nicola Grant, de 42 años
- Guadalupe Swartz, de 52 años
- Dexter Shannon, de 57 años
- Charlotte Colton, de 44 años